# Anaparaputo liui
Anaparaputo liui är en insektsart som beskrevs av Borchsenius 1962. Anaparaputo liui ingår i släktet Anaparaputo och familjen ullsköldlöss. Inga underarter finns listade i Catalogue of Life.